# ایر زیمبابوه
ایر زیمبابوه (به انگلیسی: Air Zimbabwe) یک شرکت هواپیمایی با کد یاتا UM است که در تاریخ ۱ سپتامبر ۱۹۶۷ میلادی تأسیس شده و در تاریخ ۲ آوریل ۱۹۸۰ فعالیتش را آغاز کرده‌است. دفتر مرکزی ایر زیمبابوه در حراره، زیمبابوه واقع شده‌است و قطب این شرکت هواپیمایی در فرودگاه بین‌المللی حراره قرار دارد و به ۳ مقصد، پرواز مستقیم انجام می‌دهد.